# Ján Motulko
Ján Motulko (12. ledna 1920, Malá Lodina – 7. září 2013, Bratislava) byl slovenský křesťanský intelektuál, básník (literární kritikou přiřazován ke slovenské katolické moderně), prozaik, překladatel, redaktor, žurnalista a umělecký fotograf.

## Životopis
Ján Motulko se narodil 12. ledna 1920 v Malé Lodině. Vyrůstal v rodině železničního dělníka, navštěvoval lidovou obecnou školu ve Velké Lodině. Po ukončení lidové školy začal studovat na Košickém gymnáziu, ale později přestoupil na gymnázium do Prešova, kde úspěšně v roce 1939 odmaturoval. V letech 1939 až 1942 studoval filozofii a slovenštinu na FF UK v Bratislavě, studium nestihl dokončit, protože byl odvelen na východní frontu, později na frontu italskou. Po skončení války se stal redaktorem Spolku sv. Vojtěcha v Trnavě. Následně se přestěhoval do Bratislavy, kde v letech 1959 až 1987 byl redaktorem Katolických novin.
Zemřel 7. září 2013 v Bratislavě, bylo mu 93 let.

## Dílo (literární)

### Poezie
- 1944 Blížence. Turčiansky Sv. Martin: Matica slovenská, 1944. 53 s.
- 1947 V mimózach vietor. Košice: Verbum, 1947. 60 s.
- 1970 Zobúdzanie popola. Bratislava: Smena, 1970. 75 s.
- 1992 Fialové žalmy. Bratislava: Slovenský spisovateľ, 1992. 76 s. ISBN 80-220-0394-8.
- 1996 Havrania zima. Bratislava: Nové mesto, 1996. 85 s. ISBN 80-85487-46-2.
- 2000 Strmé schody. Bratislava: SSS, 2000. 80 s. ISBN 80-8061-102-5.
- 2003 Čas Herodes. Bratislava: Petrus, 2003. 55 s. ISBN 80-88939-10-0. – Edične pripravil a doslov napísal Michal Chuda. (Čas Herodes vyšiel predtým iba ako samizdat už v rokoch 1990 a 2001).
- 2003 Čas Herodes. Prel. M. Kučera. Praha: Arista, 2003. 46 s. ISBN 80-86410-39-0. – Preklad a záverečnú esej pod názvom „Básník čistoty lidského srdce“ napísal Martin Kučera.
- 2005 Na Božej brúske. Trnava: Tirna, 2005. 69 s. ISBN 80-968994-3-0. Dostupné online
- 2010 Jesenné paberky. Trnava: Tirna, 2010. 31 s. ISBN 978-80-968994-5-6. Dostupné online

#### Poezie pro děti
- 1946 Ježiško v prírode. Trnava: Spolok sv. Vojtecha, 1946. 21 s.
- 2000 Nezábudka. Bratislava: Nové mesto, 1996. 31 s. ISBN 80-85487-44-6.
- 2000 V Ježiškovej škole. Bratislava: Lúč, 2000. 47 s. ISBN 80-7114-304-9.

### Próza

#### Knižně publikována próza
- 1948 Z ohňa a krvi. Trnava: Spolok sv. Vojtecha, 1948. 159 s.

#### Překlady autorských pohádek
- 1946 BUTULA, B. Morská panna. Prel. J. Motulko. Trnava: Spolok sv. Vojtecha, 1946. 16 s.
- 1946 KÖNIGSMARKOVÁ, Nina. Princezná kazileňa. Prel. J. Motulko. Trnava: Spolok sv. Vojtecha, 1946. 35 s.

### Drama
- 1947 HOLICA, Anton (pseud. J. Motulka). Koledy (Betlehemci. Traja králi). Trnava: SSV, 1947. 20 s.